# Muro (Hiszpania)
Muro – gmina w Hiszpanii, w prowincji Baleary, we wspólnocie autonomicznej Balearów, o powierzchni 58,61 km². W 2011 roku gmina liczyła 6963 mieszkańców.